# Internationaux de Strasbourg 2014
Internationaux de Strasbourg 2014 byl tenisový turnaj pořádaný jako součást ženského okruhu WTA Tour, který se hrál na otevřených antukových dvorcích městského areálu. Konal se mezi 19. až 24. květnem 2014 ve francouzském Štrasburku jako 28. ročník turnaje.
Turnaj s rozpočtem 250 000 dolarů patřil do kategorie WTA International Tournaments. Nejvýše nasazenou hráčkou ve dvouhře se stala světová šestnáctka Sloane Stephensová ze Spojených států. Premiérový titul na okruhu WTA si připsla portorická tenistka Mónica Puigová. Bodový zisk ji v rámci žebříčku katapultoval na kariérní maximum, když po turnaji figurovala na 41. příčce. Deblovou soutěž vyhrály trojnásobné grandslamové finalistky Ashleigh Bartyová a Casey Dellacquová z Austrálie.

## Ženská dvouhra

### Nasazení

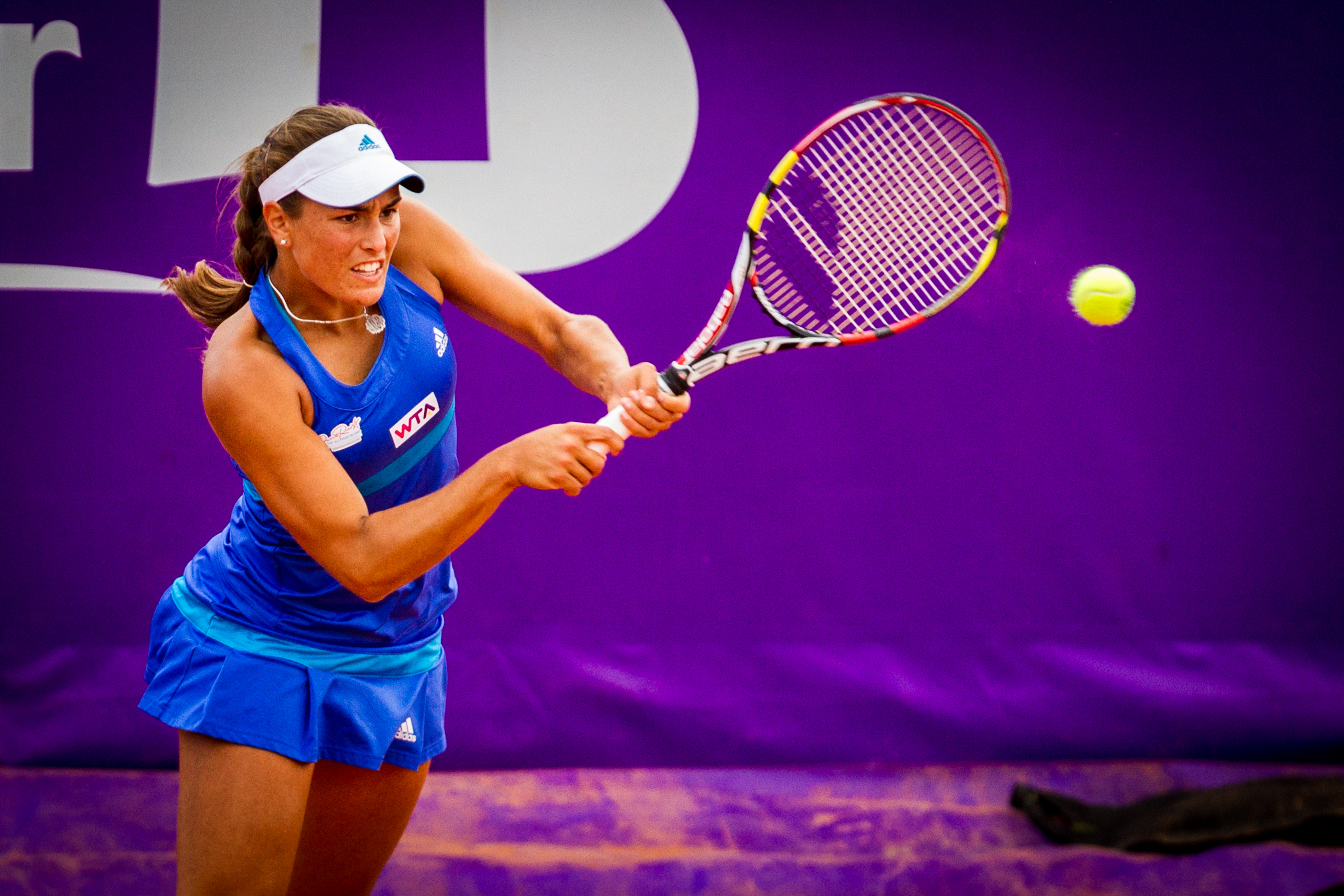
Vítězná Mónica Puigová ve finále

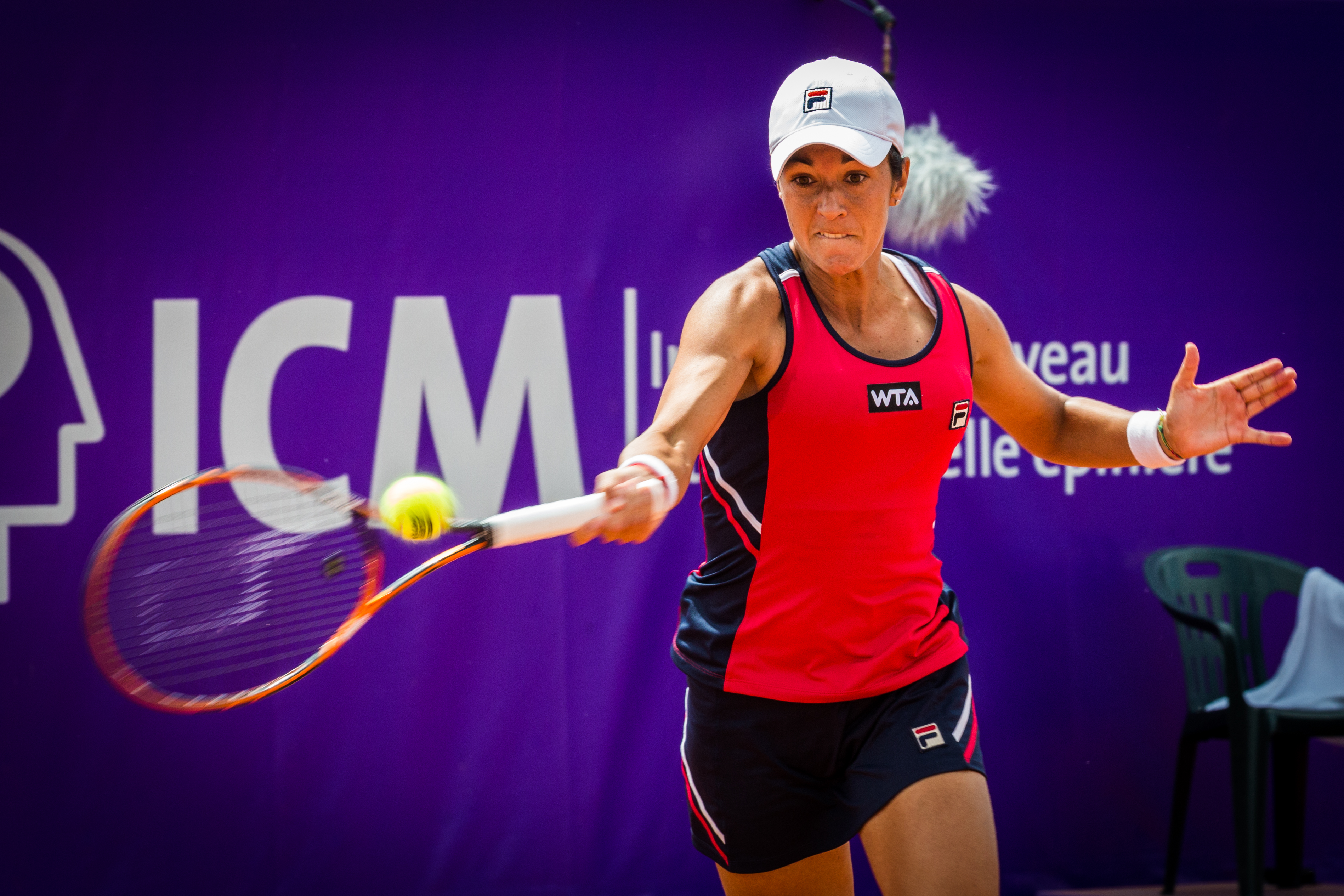
Finalistka Sílvia Solerová Espinosová

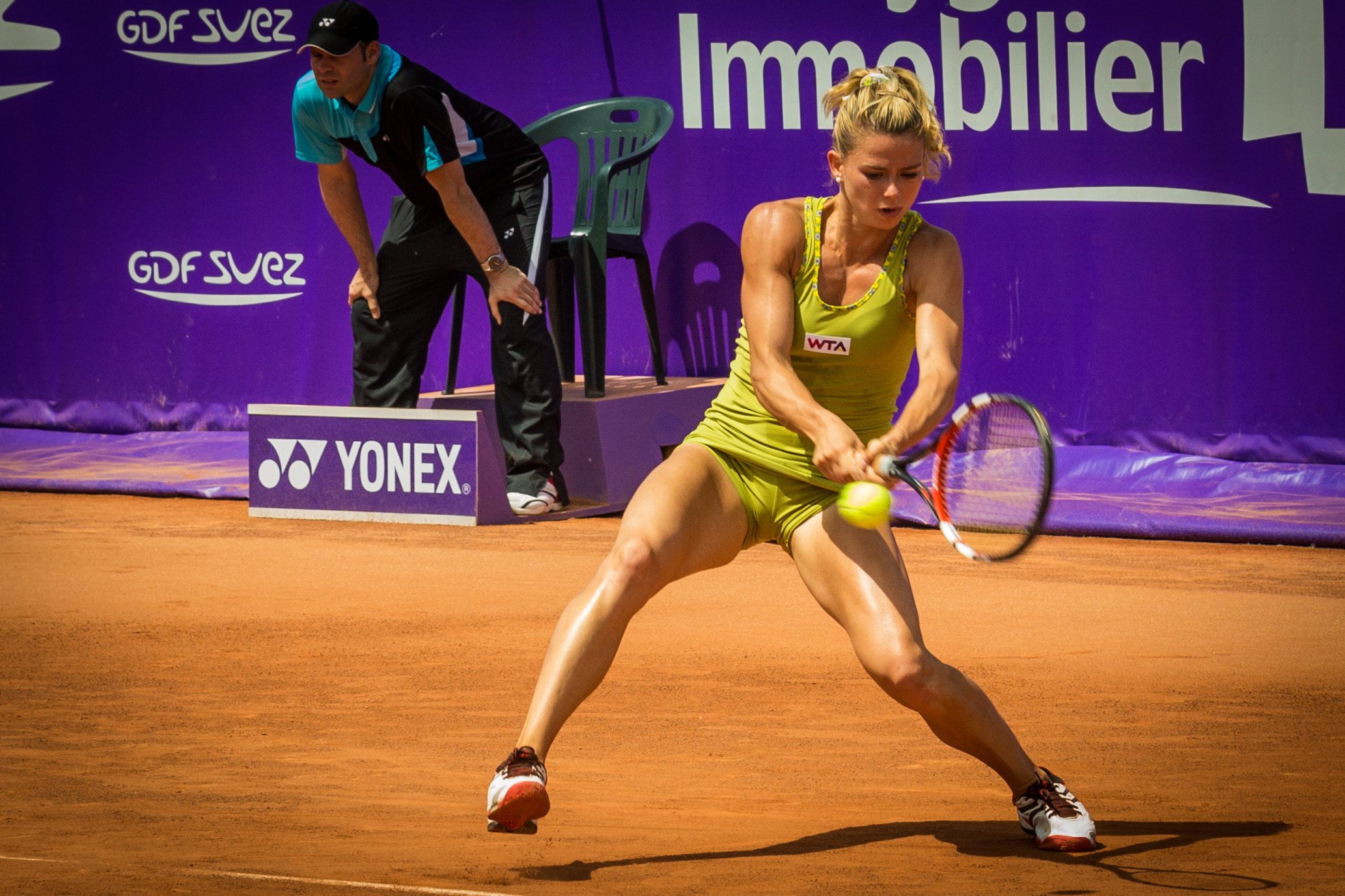
Italka Camila Giorgiová

| Stát                            | Hráčka              | WTA1) | Nasazení |
| ------------------------------- | ------------------- | ----- | -------- |
| Spojené státy                   | Sloane Stephensová  | 16.   | 1.       |
| Francie                         | Alizé Cornetová     | 21.   | 2.       |
| Belgie                          | Kirsten Flipkensová | 23.   | 3.       |
| Německo                         | Andrea Petkovicová  | 28.   | 4.       |
| Rusko                           | Jelena Vesninová    | 33.   | 5.       |
| Srbsko                          | Bojana Jovanovská   | 37.   | 6.       |
| Čína                            | Pcheng Šuaj         | 39.   | 7.       |
| Spojené státy                   | Alison Riskeová     | 44.   | 8.       |
| Žebříček WTA k 12. květnu 2014. |                     |       |          |

### Jiné formy účasti
Následující hráčky obdržely divokou kartu do hlavní soutěže:
- Claire Feuersteinová
- Pauline Parmentierová
- Sloane Stephensová

Následující hráčky postoupily z kvalifikace:
- Ashleigh Bartyová
- Olga Govorcovová
- Mirjana Lučićová Baroniová
- Sílvia Solerová Espinosová

### Odhlášení
před zahájením turnaje
- Cvetana Pironkovová
- Laura Robsonová
- Magdaléna Rybáriková
- Francesca Schiavoneová
- Čang Šuaj

### Skrečování
- Zarina Dijasová

## Ženská čtyřhra

### Nasazení
| Stát                                                                        | Hráčka                  | Stát          | Hráčka                   | WTA1) | Nasazení |
| --------------------------------------------------------------------------- | ----------------------- | ------------- | ------------------------ | ----- | -------- |
| Spojené státy                                                               | Raquel Kopsová-Jonesová | Spojené státy | Abigail Spearsová        | 30.   | 1.       |
| Austrálie                                                                   | Ashleigh Bartyová       | Austrálie     | Casey Dellacquová        | 35.   | 2.       |
| Tchaj-wan                                                                   | Čan Chao-čching         | Tchaj-wan     | Čan Jung-žan             | 94.   | 3.       |
| Chorvatsko                                                                  | Darija Juraková         | Spojené státy | Megan Moultonová-Levyová | 105.  | 4.       |
| Žebříček WTA k 12. květnu 2014; číslo je součtem umístění obou členek páru. |                         |               |                          |       |          |

### Jiné formy účasti

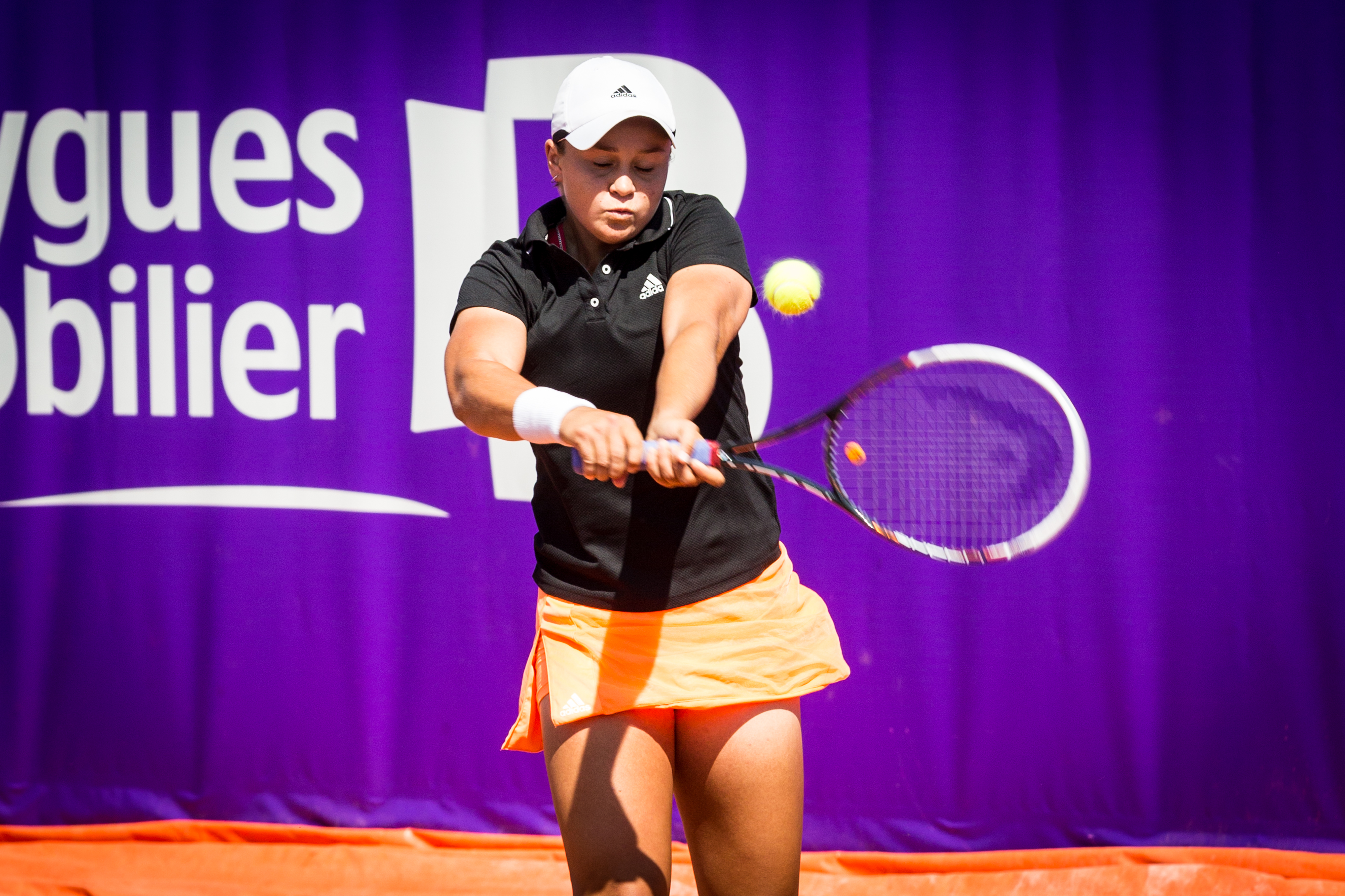
Vítězka čtyřhry Ashleigh Bartyová

Následující páry obdržely divokou kartu do hlavní soutěže:
- Claire Feuersteinová /  Alizé Limová
- Tatjana Mariová /  Paula Ormaecheaová

Následující pár do soutěže nastoupil z pozice náhradníka:
- Demi Schuursová /  Eva Wacannová

### Odhlášení
v průběhu turnaje
- Anna Tatišviliová (poranění levého hlezna)

## Přehled finále

### Ženská dvouhra
- Mónica Puigová vs.  Sílvia Solerová Espinosová, 6–4, 6–3

### Ženská čtyřhra
- Ashleigh Bartyová /  Casey Dellacquová vs.  Tatiana Búová /  Daniela Seguelová, 4–6, 7–5, [10–4]